# 塞尔默赛姆
塞尔默赛姆（法語：Sermersheim，发音：[sɛʁməʁsaim]）是法国下莱茵省的一个市镇，属于塞莱斯塔-埃尔什泰因区（Sélestat-Erstein）和埃尔什泰因县（Erstein）。该市镇总面积10.12平方公里，2009年时的人口为796人。

## 人口
塞尔默赛姆人口变化图示